# Mobile Motor & Engineering

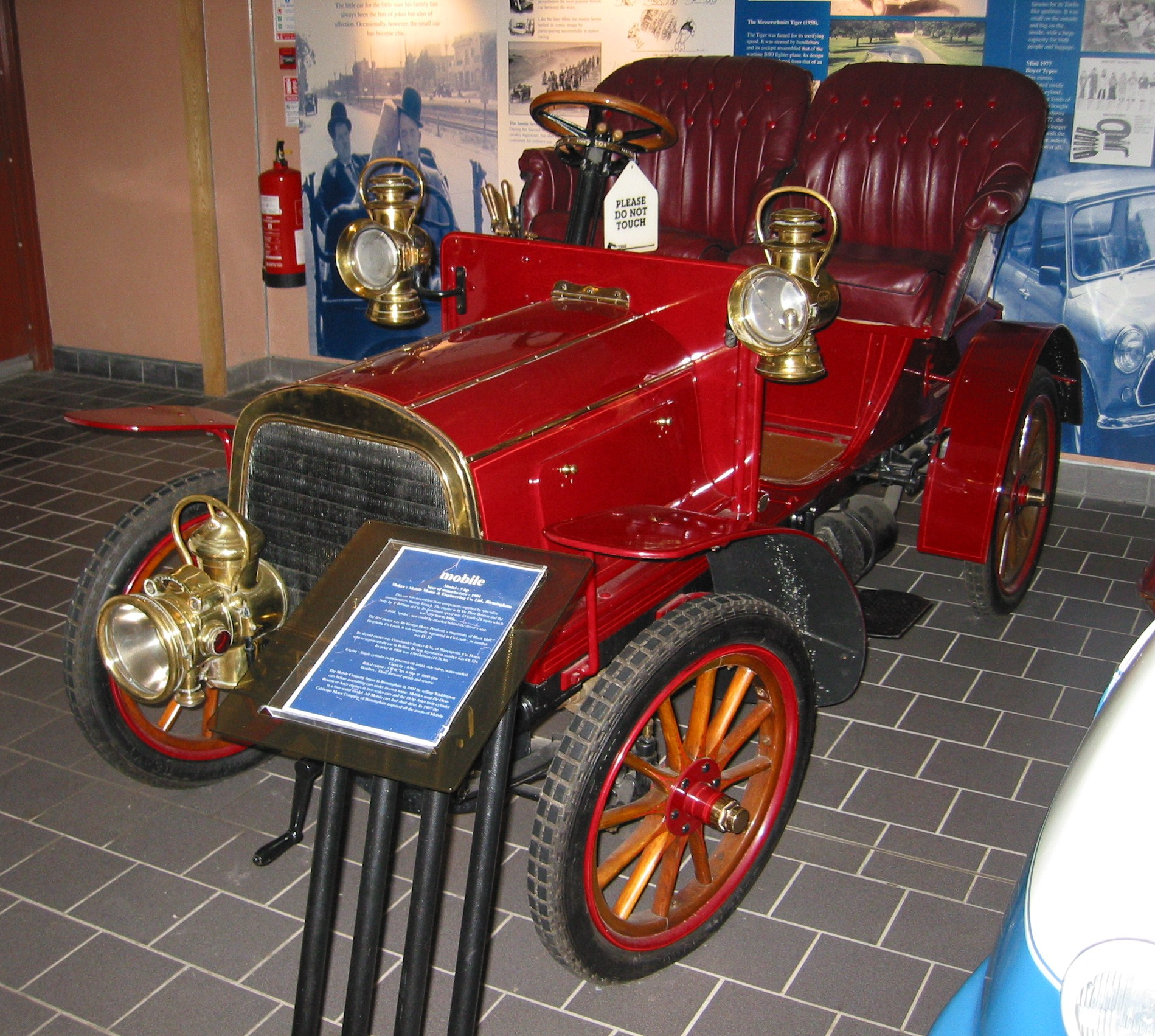
Mobile von 1904

Mobile Motor & Engineering war ein britischer Hersteller von Automobilen.

## Unternehmensgeschichte
Das Unternehmen Mobile Motor & Engineering Co Limited aus Birmingham begann 1903 mit der Produktion von Automobilen. 1907 übernahm Calthorpe das Unternehmen.

## Fahrzeuge
Das erste Modell 6 HP erschien 1903 und wurde bis 1906 hergestellt. Es wurden Einzylinder-Einbaumotoren von Aster und De Dion-Bouton verwendet, die 636 bzw. 700 cm³ Hubraum hatten. Außerdem gab es 1903 das Modell 8 HP mit einem Einzylindermotor von De Dion-Bouton mit 942 cm³ Hubraum. 1906 wurden die Zweizylindermodelle 10 HP mit einem Motor von Aster mit 1272 cm³ Hubraum, 12 HP mit 1703 Hubraum und 14 HP mit 1984 cm³ Hubraum vorgestellt. Das letzte Modell war wieder ein 10 HP mit einem Zweizylindermotor mit 1459 cm³ Hubraum, das zwischen 1906 und 1907 angeboten wurde.
Ein Fahrzeug dieser Marke war 2005 im Ulster Folk & Transport Museum in Cultra bei Belfast zu besichtigen.